# Skærmplante-familien
Skærmplante-familien (Apiaceae) er en familie inden for Skærmplante-ordenen. 

## Slægter
Ifølge Angiosperm Phylogeny's netsted er der pr. juli 2014 434 slægter i denne familie. Her følger et udvalg af dem:
- Skvalderkål (Aegopodium)
- Hundepersille (Aethusa)
- Dild (Anethum)
- Angelik (Angelica)
- Kørvel (Anthriscus)
- Selleri (Apium)
- Stjerneskærm (Astrantia)
- Gummipude (Azorella)
- Sideskærm (Berula)
- Hareøre (Bupleurum)
- Kommen (Carum)
- Hulsvøb (Chaerophyllum)
- Gifttyde (Cicuta)
- Skarntyde (Conium)
- Koriander (Coriandrum)
- Spidskommen (Cuminum)
- Gulerod (Daucus)
- Mandstro (Eryngium)
- Dyvelsdræk (Ferula)
- Fennikel (Foeniculum)
- Sumpskærm (Helosciadium), se Apium
- Vårskærm (Hacquetia)
- Bjørneklo (Heracleum)
- Vandnavle (Hydrocotyle)
- Foldfrø (Laserpitium)
- Lostilk (Ligusticum scothicum)
- Løvstikke (Levisticum)
- Bjørnerod (Meum)
- Sødskærm (Myrrhis)
- Klaseskærm (Oenanthe)
- Pastinak (Pastinaca)
- Persille (Petroselinum)
- Svovlrod (Peucedanum)
- Pimpinelle (Pimpinella)
- Sanikel (Sanicula)
- Seline (Seline)
- Hjorterod (Seseli)
- Mærke (Sium)
- Lundgylden (Smyrnium)
- Randfrø (Torilis)